# Depok
Depok es una ciudad de Java Occidental en el archipiélago de Indonesia que hace parte del área metropolitana de Jabotabek. La población de Depok se estima en 2,4 millones de personas, su área es de 200,29 km².

## Historia
EL 18 de mayo de 1696, un oficial VOC Cornelis Chasteltein compró la tierra que conforma el área de Depok. Se cree que antes de morir Cornelis escribió un testamento en el que daba libertad a los esclavos de Depok y les distribuía la tierra convirtiéndolos en propietarios.
En 1871, el gobierno holandés permitió que Depok organizara su propio gobierno y tuviera su propio presidente. Este gobierno funcionó independientemente hasta 1952 cuando cedió el control de ciertas áreas al gobierno indonesio. En marzo de 1982 Depok fue reclasificado como un ente administrativo urbano y en 1999 como ciudad.

## Administración
Depok se divide en 6 subdistritos: Beji, Cimanggis, Limo, Pancoran Mas, Sawangan y Sukmajaya.

## Economía
El comercio es un reglón importante de la economía de Depok. La zona central conocida como DeTos se caracteriza por la presencia de varios centros comerciales de estilo moderno, así como también de los mercados tradicionales de Pasar Lama, Pasar Angung, Pasar Musi y Pasar Majapahit.

## Educación
Las universidades más importantes de Indonesia han establecido sus campus en Depok. Estas son:
- Universidad de Indonesia
- Universidad de Gunadarma
- Politécnico Tugu
- Politécnico Nacional de Yakarta.

## Transporte
El transporte público es el medio más importante para moverse dentro de Depok. Este incluye rutas de buses como de trenes. El tren tiene dos estaciones principales que son la estación Depok Lama al sur y la estación Depok Baru al norte. También hay dos estaciones menores ubicadas en la Universidad de Indonesia y en Pondok Cina.